# Tren Limache-Puerto

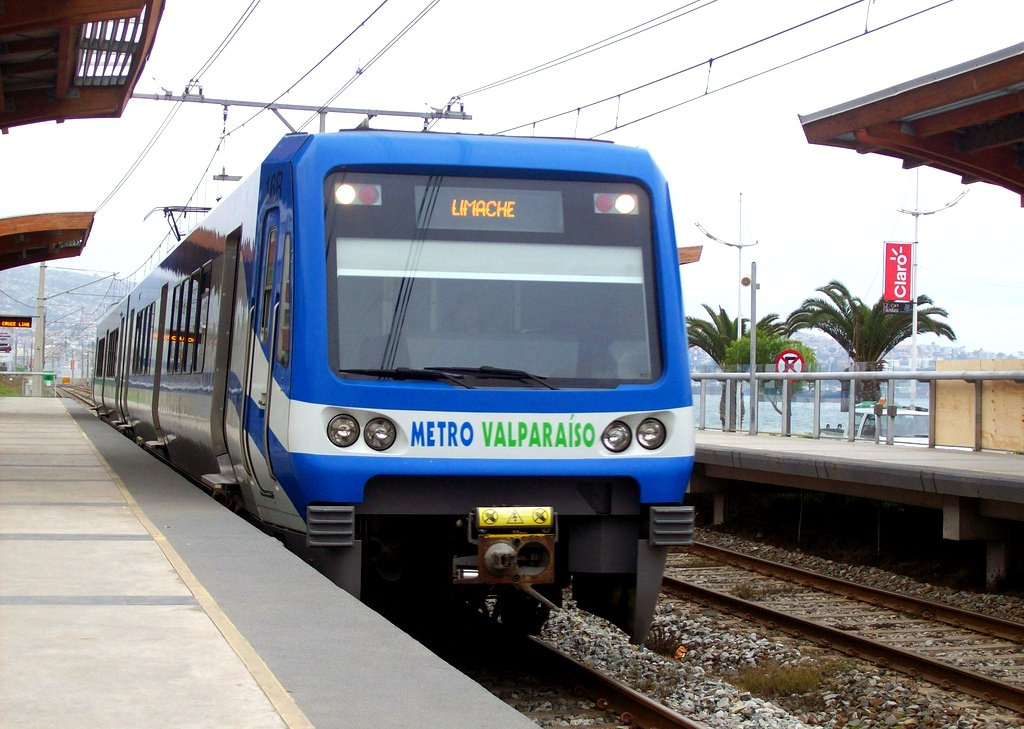
X'Trapolis 100 motorvagn vid Portales station.

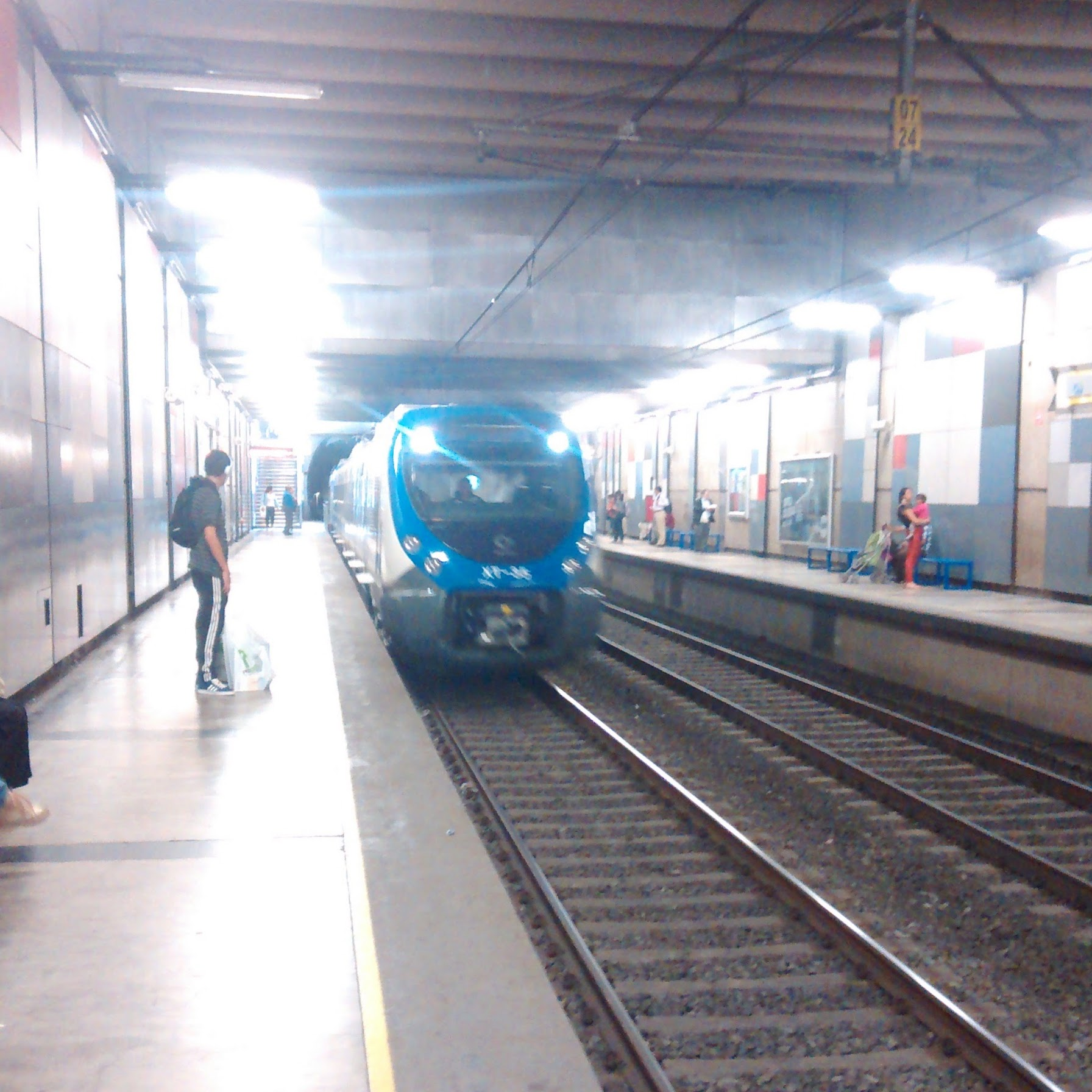
Xtrapolis Modular motorvagn (tillverkade av CAF) vid Miramar station.

Tren Limache-Puerto (tidigare Merval och Metro Valparaíso) är ett pendeltågssystem i Gran Valparaiso i Chile. Tågen åker igenom kommunerna Valparaíso, Viña del Mar, Quilpué, Villa Alemana och Limache i en sträcka på ungefär 43 kilometer. 

## Om Tren Limache-Puerto

### Historia
Tågen använder spåren från ett spårvagnsnät som lades ned den 30 juni 2005. Den 19 november 2005 testinvigdes tågen mellan Puerto och Recreo. Fyra dagar senare, den 23 november, invigdes hela sträckan Puerto - Limache.

### Övrigt
Det kallades formellt tunnelbana (Metro Valparaíso och tidigare Merval) mellan 2005 och 2021 och funkar som en sådan i staden Viña del Mar där tågen går i en underjordisk sträcka. Dock innehåller sträckan plankorsningar, trafiken är gles i yttre grenarna och tågen är inte riktigt tunnelbanetåg. Då det inte är en tunnelbana i egentlig mening bytte man till det nuvarande namnet som översatt på svenska blir tåg Limache-hamnen.

## Galleri

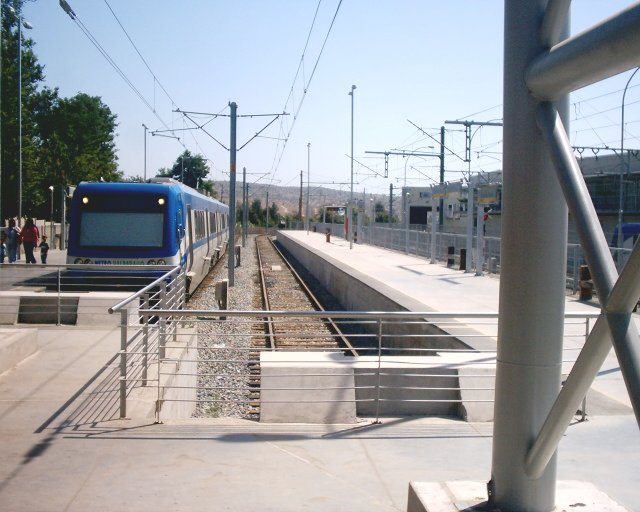
Station Limache
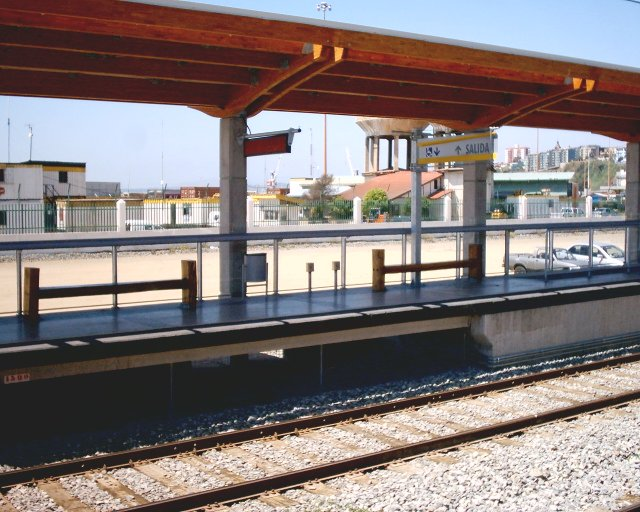
Station Francia
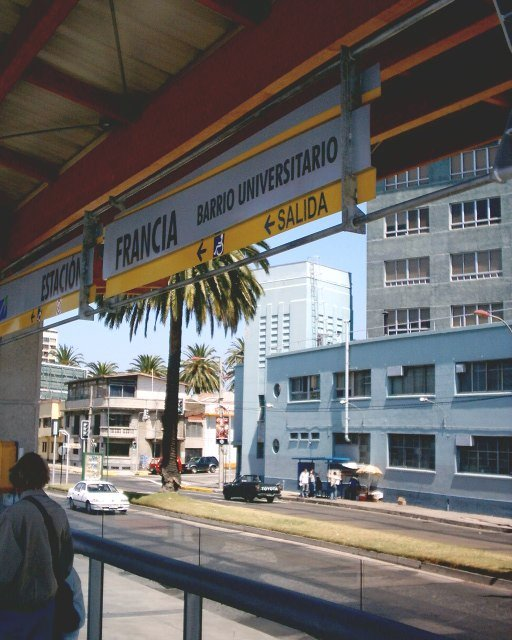
Station